# To the Death (album)
To the Death je debutové album hip-hopového dua M.O.P. Většinu písní produkoval DR Period.

## Seznam skladeb
| #  | Název                        | Producent(i) | Délka |
| -- | ---------------------------- | ------------ | ----- |
| 1  | „Crimetime 1-718 (Intro)“    | DR Period    | 1:45  |
| 2  | „Rugged Neva Smoove“         | DR Period    | 5:07  |
| 3  | „Ring Ding“                  | DR Period    | 3:48  |
| 4  | „Heistmasters“               | DR Period    | 4:00  |
| 5  | „Blue Steel“                 | DR Period    | 3:26  |
| 6  | „Who Is M.O.P.?? (TV Skit)“  | DR Period    | 0:14  |
| 7  | „To the Death“               | DR Period    | 3:51  |
| 8  | „Big Mal (Skit)“             | DR Period    | 0:07  |
| 9  | „Top of the Line“            | DR Period    | 3:30  |
| 10 | „This Is Your Brain (Skit)“  | DR Period    | 0:19  |
| 11 | „Drama Lord“                 | DR Period    | 3:34  |
| 12 | „F.A.G. (Fake Ass Gangsta)“  | DR Period    | 4:51  |
| 13 | „How About Some Hardcore“    | DR Period    | 4:32  |
| 14 | „Positive Influences (Skit)“ | DR Period    | 0:16  |
| 15 | „Guns N Roses“               | Silver D     | 4:09  |